# Lilla Skingeln
Lilla Skingeln är en sjö i Hällefors kommun i Västmanland och ingår i Göta älvs huvudavrinningsområde.